# Rongyos Gárda

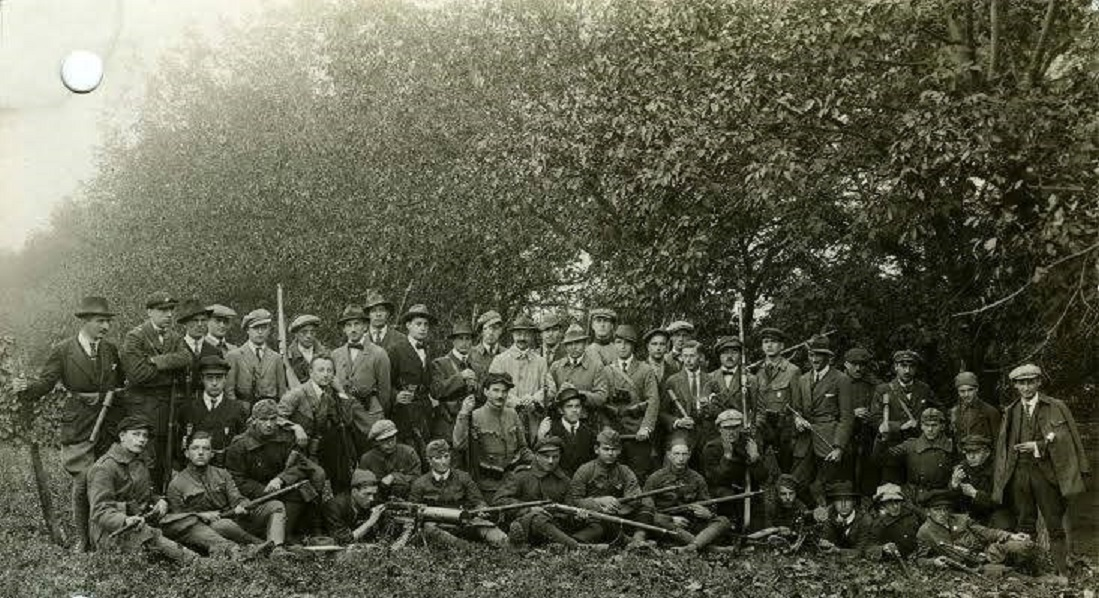
Uzbrojona grupa Rongyos Gárda

Rongyos Gárda – węgierska formacja paramilitarna w 1921 r., reaktywowana pod koniec 1938 r.
W wyniku podpisania 4 czerwca 1920 r. w Wersalu Traktatu w Trianon Węgry jako spadkobierca Królestwa Węgier, wchodzącego w skład Austro-Węgier, utraciły na rzecz sąsiadujących krajów dużą część swojego terytorium. Kiedy w sierpniu 1921 r. na zamieszkany przez ludność niemieckojęzyczną obszar graniczny z Austrią wkroczyli austriaccy policjanci i strażnicy celni zbrojny opór stawiły im nieregularne oddziały Rongyos Gárdy. Składały się one z węgierskich ochotników, w dużej części b. żołnierzy. Na ich czele stał kpt. Pál Prónay. Węgierskie władze odżegnywały się od związków z Rongyos Gárda, choć faktycznie wspierały ją uzbrojeniem i wyposażeniem wojskowym. Członkowie formacji 4 października 1921 r. proklamowali na spornym terytorium Burgenlandu nowe państwo pod nazwą Palatynat Litawski ze stolicą w Sopronie. Jego przywódcą został kpt. P. Prónay. Oddziały Rongyos Gárda przeprowadziły serię ataków na siły austriackie, wkraczające na terytorium państewka, powstrzymując je. Doszło do sytuacji patowej, w wyniku której przeprowadzono w Wenecji negocjacje pomiędzy Węgrami i Austrią. Ich rezultatem było złożenie broni przez oddziały Rongyos Gárdy 13 listopada 1921 r. Do końca listopada terytorium Palatynatu Litawskiego objęły władze austriackie. Jednakże wystąpienie zbrojne węgierskich ochotników doprowadziło do przeprowadzenia plebiscytu w Sopronie, który wygrała strona węgierska. 20 lutego 1922 r. Rada Ambasadorów zdecydowała o pozostawieniu obszaru plebiscytowego przy Węgrzech.
Rongyos Gárda została reaktywowana jesienią 1938 r. na wstępie węgiersko-czechosłowackich negocjacji, odbywających się od 9 do 13 października tego roku w Komárnie. Miały one doprowadzić do rozwiązania spornych konfliktów granicznych. Oddziały formacji zaczęły przenikać do południowej Słowacji i na Ruś Zakarpacką. Jednym z dowódców był por. Imre Kémeri Nagy. Militarna presja wymusiła na władzach czechosłowackich zaakceptowanie propozycji węgierskich. W tej sytuacji Rongyos Gárda została rozwiązana.